# Pseudocybaeota tuberculata
Espèce
Pseudocybaeota tuberculata est une espèce d'araignées aranéomorphes de la famille des Cybaeidae.

## Distribution
Cette espèce est endémique des États-Unis,. Elle se rencontre en Oregon dans le comté de Curry et en Californie dans le comté de Del Norte.

## Description
La carapace des mâles mesure de 1,68 à 1,75 mm de long sur de 1,26 à 1,30 mm et la carapace des femelles mesure de 1,53 à 1,68 mm de long sur de 1,04 à 1,14 mm.

## Systématique et taxinomie
Cette espèce a été décrite par Bennett en 2022.

## Publication originale
- Bennett, Copley & Copley, 2022 : « Pseudocybaeota (Araneae: Cybaeidae): a new spider genus endemic to coastal Pacific Northwestern United States of America. » Zootaxa, no 5169(6), p. 563-576.